# Karton (Werkstoff)
Karton ist ein aus Zellstoff, Holzschliff und Altpapier hergestellter Werkstoff, der unter anderem in Druckereien als Druckuntergrund, in der Verpackungsindustrie als Verpackungsmaterial zum Schutz von Packgut oder als Behälter (Schachtel oder Faltschachtel) sowie im grafischen Gewerbe und im Kunstgewerbe als künstlerischer Werkstoff und als Gestaltungsuntergrund eingesetzt wird. Im Wesentlichen handelt es sich dabei um Papier mit einer größeren Dicke. Manchmal wird Karton auch mit Holz hergestellt, zur Verstärkung des Kartons.

## Eigenschaften
Karton ist in der Regel mehrlagig, besteht also aus mehreren Lagen von Papier unterschiedlicher Dicke und teilweise aus unterschiedlichem Material, die ohne Einsatz von Klebstoff miteinander verpresst (vergautscht) werden. Eine Seite kann – insbesondere beim Faltschachtelkarton – dabei gestrichen sein. Auch verklebte Kartons werden hergestellt. Die Grammatur von Karton beträgt zwischen 150 und 600 g/m², sodass der Werkstoff sowohl in den Bereich der Papiere wie auch den der Pappen reicht.

## Herstellung
Die Herstellung von Karton verläuft ähnlich wie die Papierherstellung. Hochwertiger Karton (zum Beispiel Faltschachtelkarton) besteht meistens aus mindestens drei Lagen, wobei die Außenlagen auf Festigkeit und die innere auf Volumen optimiert werden. Im ersten Arbeitsschritt werden Zellstoff und Altpapier für die Weiterverarbeitung vorbereitet. Hierbei wird der Zellstoff, sofern nicht schon entsprechend angeliefert, in seine Fasern zerlegt und zu einem wässrigen Brei zermahlen.
Das Altpapier wird von Fremdkörpern und Schmutz befreit und ebenfalls zermahlen. Dieser Recyclingstoff kann nur zu einem bestimmten Anteil beigemengt werden, da die ursprüngliche Faser in jeder Wiederaufbereitung kürzer wird, bis sie sich schließlich nicht mehr richtig mit den anderen Fasern festigen kann und somit das Endprodukt keine ausreichende Stabilität erhält. Nach weiterer Bearbeitung, u. a. dem chemischen Deinking (Entfärben, Enttinten), wird auch das Recyclingmaterial zu einer wässrigen Lösung mit Wasser und Zusatzstoffen vermengt und dem Zellstoff beigefügt.
Dieser Brei wird nun auf ein siebartiges Endloslaufband der Kartonmaschine aufgebracht. Dadurch richten sich die im Brei enthaltenen Fasern nach der Laufrichtung des Siebes aus. Diese Laufrichtung ist bei der späteren Verarbeitung des Kartons zu Faltschachteln enorm wichtig. Die entstehenden Papierbahnen werden nass aufeinander gepresst (gegautscht).
In der Kartonmaschine durchläuft diese Endlosbahn diverse Walz- und Trocknungszylinder (Kalander). Genau wie bei der Papierherstellung verlassen 95 % der eingesetzten Chemikalien das System mit dem Abwasser. Die restlichen 5 % verbleiben im Papier bzw. im Karton. Nachdem die letzte Phase der Trocknung abgeschlossen ist, wird auf die Endloskartonbahn ein so genannter „Strich“ aufgebracht, damit der Karton mit Beschriftungen und Bildern bedruckt werden kann. Der Strich (Streichfarbe, Coating) ist eine meist weiße Flüssigkeit, die zum Großteil Kalk, Füllstoffe und Bindemittel enthält, wobei die Zusammensetzung und Art der eingesetzten Stoffe stark variieren kann. Der Verbund aus Rohkarton und Strich durchläuft im nun folgenden, vorletzten Arbeitsschritt noch einmal eine Walz- und Trocknungsphase. Der Karton kann – je nach Anforderung – auf der „Strich-“Seite noch zusätzlich von einem verchromten Kalander geglättet werden. Im letzten Schritt wird die Endloskartonbahn in einzelne Bogen zerschnitten und gestapelt.

## Sorteneinteilung
Im Allgemeinen ist eine Vielzahl an unterschiedlichen Sorten im Handel erhältlich, welche gemäß ihren Faserarten unterteilt werden. Zu ihrer besseren Unterscheidung wurde ein allgemein gültiger Schlüssel festgelegt, der aus den Merkmalen der Oberflächenbehandlung, den Stoffeintrag und einer Kennziffer besteht. Beispiele für Kartonbezeichnungen könnten sein: GN1, GD, UN4.

### Oberflächenbehandlung
Bei der Oberflächenbehandlung unterscheidet man zwischen:
A  gussgestrichen (besondere Art von pigmentgestrichen)
G  pigmentgestrichen
U  ungestrichen

### Stoffeintrag
Bei dem Stoffeintrag kann zwischen fünf verschiedenen Arten unterschieden werden:
Z  chemisch gebleichte Frischfasern
N  chemisch ungebleichte Frischfasern
C  Holzstoff
T  rezyklierter Zellstoff mit weißer, gelber oder brauner Rückseite
D  rezyklierter Zellstoff mit grauer Rückseite

### Kennziffer
Die Kennziffern sind entsprechend der unten stehenden Tabelle anzuwenden:
| Kennziffer | Farbe der Rückseite (mit Ausnahme von GD und UD) | Spez. Volumen von GD und UD [cm³/g] |
| ---------- | ------------------------------------------------ | ----------------------------------- |
| 1          | weiß                                             | > 1,45                              |
| 2          | hell (gelb)                                      | 1,3 – 1,45                          |
| 3          | –                                                | < 1,3                               |
| 4          | braun                                            | –                                   |

### Liste von Kartonsorten
- Bristolkarton: ein aus drei oder mehr Lagen zusammengeklebter Karton; Deckschichten werden aus holzfreien Stoffen hergestellt; Einlage ist im Allgemeinen holzhaltig; weist hohe Biegesteifigkeit auf und ist nut- und rillfähig;
- Chromoduplexkarton: Karton mit einseitigem Strich von etwa 12 g/m²; das Vorprodukt ist der Duplexkarton
- Chromoersatzkarton: Karton, einseitig glatt, mit heller, stark holzhaltiger Einlage und ein- oder beidseitiger holzfreier Deckschicht
- Chromokarton: Karton mit ein- oder beidseitigem mattem Strich von etwa 18 g/m². Das Vorprodukt ist der Chromoersatzkarton
- Chromolux: Karton aus holzfreiem Material ein- oder beidseitig hochglänzend gestrichen besonders stabil
- Duplexpappe/Duplexkarton: mehrlagiger Karton mit grauer Einlage, grauer Rückseite und holzfreier oder nur leicht holzhaltiger Deckschicht
- Eierkarton: Pappe in Muldenform aus Holzschliff
- Filzpappe: wird zum Einlegen weicher Materialien, wie z. B. Brieftaschen verwendet
- Finnpappe: Säurefreie, gelbliche Pappe, die aus Holzschliff hergestellt wird. Hauptsächlich im Modellbau verwendet
- Getränkekarton: siehe Verbundkarton
- Graupappe (auch Maschinengraupappe): Graupappe deshalb, weil die Färbung grau ist. Sie wird hauptsächlich zum Buchbinden verwendet, ist zwischen 0,5 und 4 mm stark und besteht aus Altpapier und Zellulose
- Halbkarton: Karton mit einem Flächengewicht zwischen 130 und 170 g/m²[1]
- Handpappe: ältere Bezeichnung, weil diese Pappe nach dem Aufwickeln der dünnen Lage zu einer dickeren Pappe von Hand abgenommen wurde
- Hartpappe: Hartpappe ist eine Vollpappe, die durch Aufwickeln und Zusammengautschen mehrerer feuchter Faserstofflagen auf einer Formatwalze hergestellt wird und besonders biegefest und sehr zäh ist
- Holzpappe: Pappe mit großem Anteil an Holzstoff
- Karteikarton: zur Herstellung von Karteikarten
- Kartonagenpappe: zur Herstellung von Verpackungskartons
- Lederpappe: braune Pappe aus mindestens 30 % Braunschliff. Dadurch besonders zäh und geschmeidig, z. B. für Kartonagen und Koffer
- Manilakarton: Früher aus Manilahanf (Abfälle wie Schiffstaue) hergestelltes holzfreies und meist naturfarbenes Material mit hoher Lichtechtheit und sehr guter mechanischer Festigkeit. Wird meistens zu Packpapieren verarbeitet
- Multiplexpappe/Multiplexkarton: Karton aus mindestens zwei in der Stoffzusammensetzung, der flächenbezogenen Masse oder der Farbe unterschiedlichen Lagen
- Postkartenkarton: Maschinenglatte, satinierte oder gestrichene Kartonsorten mit 150 bis 190 g/m² für Hand- und Maschinenbeschriftung
- Triplexpappe/Triplexkarton: Aus drei unterschiedlichen Lagen zusammengepresster (gegautschter) Karton. Meist einseitig glatt. Er wird z. B. bei der Kartonagenherstellung verwendet
- Verbundkarton: aus Karton und weiteren Materialien, zum Beispiel Metall- und Kunststofffolien; häufige Verwendung bei Getränkekarton, bei dem mehrere Deck- oder Zwischenschichten aus Polyethylen (PE) und Aluminium aufgetragen werden, um ein Durchweichen des Kartons beziehungsweise den Kontakt des Füllguts mit Licht und Luft zu verhindern.

## Nutzung und Risiken
Karton wird vor allem in der Verpackungsindustrie verwendet und dient zur Herstellung von Faltschachteln und anderen Verpackungen, wie Feinkartonagen, Buchdeckeln, Displays, Papierbechern, Getränkekartons, und weiterer Produkte. Ein Sitzmöbel aus Karton ist der Wiggle Side Chair.
2009 wurden in Lebensmitteln gesundheitlich bedenkliche Mineralölgehalte nachgewiesen, die aus Kartonverpackungen aus Recyclingfasern stammten. Die Industrie versucht daher, den Übergang von Mineralöl auf Lebensmittel zu senken, insbesondere durch technologische Lösungen wie Barrieren durch Kunststoffbeschichtungen oder Innenbeutel.
Eintragswege für Mineralöl in die Lebensmittelverpackungen sind Druckfarben, die vor allem über Zeitungen und Werbeprospekte in den Recyclingkreislauf gelangen. Die Mineralölgemische dunsten aus und gehen aus der Verpackung in das Lebensmittel über. Die gesundheitliche Risikobewertung der Befunde von Mineralöl in Lebensmitteln ist schwierig, da es für die gefundenen Substanzen keine Daten zur Giftigkeit nach Aufnahme über Lebensmittel gibt. Beim Mineralöl handelt es sich um komplexe Gemische aus gesättigten Kohlenwasserstoffen (MOSH: mineral oil saturated hydrocarbons) und aromatischen Kohlenwasserstoffen (MOAH; mineral oil aromatic hydrocarbons), die teilweise krebserregend und erbgutschädigend sein können.